# Lista över IOK:s landskoder
IOK:s landskoder används för att under olympiska spel markera vilket land en tävlande eller ett tävlande lag kommer ifrån. Koderna skiljer sig i många fall från de trebokstavsbeteckningar för världens länder som finns i den internationella standarden ISO 3166.

## Lista över koder

### Nuvarande koder
Följande lista visar landskoder för de nuvarande 204 nationella olympiska kommittéer (NOK).
För olympiska sommar- och vinterspel som ägde rum under samma år, där man brukade olika koder, skiljer tabellen på sommarspel "SS" och vinterspel "VS".
| Kod | Nation (NOK)                   | Andra koder i bruk                                                          |
| --- | ------------------------------ | --------------------------------------------------------------------------- |
| AFG | Afghanistan                    |                                                                             |
| ALB | Albanien                       |                                                                             |
| ALG | Algeriet                       | AGR (1964), AGL (1968 SS)                                                   |
| AND | Andorra                        |                                                                             |
| ANG | Angola                         |                                                                             |
| ANT | Antigua och Barbuda            |                                                                             |
| ARG | Argentina                      |                                                                             |
| ARM | Armenien                       |                                                                             |
| ARU | Aruba                          |                                                                             |
| ASA | Amerikanska Samoa              |                                                                             |
| AUS | Australien                     |                                                                             |
| AUT | Österrike                      |                                                                             |
| AZE | Azerbajdzjan                   |                                                                             |
| BAH | Bahamas                        |                                                                             |
| BRN | Bahrain                        |                                                                             |
| BAN | Bangladesh                     |                                                                             |
| BAR | Barbados                       | BAD (1964)                                                                  |
| BDI | Burundi                        |                                                                             |
| BEL | Belgien                        |                                                                             |
| BEN | Benin                          | DAY (1964), DAH (1968–1976)                                                 |
| BER | Bermuda                        |                                                                             |
| BHU | Bhutan                         |                                                                             |
| BIH | Bosnien och Hercegovina        | BSH (1992 SS)                                                               |
| BIZ | Belize                         | HBR (1968–1972)                                                             |
| BLR | Belarus                        |                                                                             |
| BOL | Bolivia                        |                                                                             |
| BOT | Botswana                       |                                                                             |
| BRA | Brasilien                      |                                                                             |
| BRU | Brunei                         |                                                                             |
| BUL | Bulgarien                      |                                                                             |
| BUR | Burkina Faso                   | VOL (1972–1984)                                                             |
| CAF | Centralafrikanska republiken   | AFC (1968)                                                                  |
| CAM | Kambodja                       | CAB (1964), KHM (1972–1976)                                                 |
| CAN | Kanada                         |                                                                             |
| CAY | Caymanöarna                    |                                                                             |
| CGO | Kongo-Brazzaville              |                                                                             |
| CHA | Tchad                          | CHD (1964)                                                                  |
| CHI | Chile                          | CIL (1956 VS, 1960 SS)                                                      |
| CHN | Kina                           |                                                                             |
| CIV | Elfenbenskusten                | IVC (1964), CML (1968)                                                      |
| CMR | Kamerun                        |                                                                             |
| COD | Kongo-Kinshasa                 | COK (1968), ZAI (1972–1996)                                                 |
| COK | Cooköarna                      |                                                                             |
| COL | Colombia                       |                                                                             |
| COM | Komorerna                      |                                                                             |
| CPV | Kap Verde                      |                                                                             |
| CRC | Costa Rica                     | COS (1964)                                                                  |
| CRO | Kroatien                       |                                                                             |
| CUB | Kuba                           |                                                                             |
| CYP | Cypern                         |                                                                             |
| CZE | Tjeckien                       | TCH (1984)                                                                  |
| DEN | Danmark                        | DAN (1960 SS, 1968 VS), DIN (1968 SS)                                       |
| DJI | Djibouti                       |                                                                             |
| DMA | Dominica                       |                                                                             |
| DOM | Dominikanska republiken        |                                                                             |
| ECU | Ecuador                        |                                                                             |
| EGY | Egypten                        | RAU (1960, 1968), UAR (1964)                                                |
| ERI | Eritrea                        |                                                                             |
| ESA | El Salvador                    | SAL (1964–1976)                                                             |
| ESP | Spanien                        | SPA (1956–1964, 1968 VS)                                                    |
| EST | Estland                        |                                                                             |
| ETH | Etiopien                       | ETI (1960, 1968)                                                            |
| FIJ | Fiji                           | FIG (1960)                                                                  |
| FIN | Finland                        |                                                                             |
| FRA | Frankrike                      |                                                                             |
| FSM | Mikronesiska federationen      |                                                                             |
| GAB | Gabon                          |                                                                             |
| GAM | Gambia                         |                                                                             |
| GBR | Storbritannien                 | GRB (1956 VS–1960), GBI (1964)                                              |
| GBS | Guinea-Bissau                  |                                                                             |
| GEO | Georgien                       |                                                                             |
| GEQ | Ekvatorialguinea               |                                                                             |
| GER | Tyskland                       | ALL (1968 VS), ALE (1968 SS)                                                |
| GHA | Ghana                          |                                                                             |
| GRE | Grekland                       |                                                                             |
| GRN | Grenada                        |                                                                             |
| GUA | Guatemala                      | GUT (1964)                                                                  |
| GUI | Guinea                         |                                                                             |
| GUM | Guam                           |                                                                             |
| GUY | Guyana                         | GUA (1960), GUI (1964)                                                      |
| HAI | Haiti                          |                                                                             |
| HKG | Hongkong                       | HOK (1960–1968)                                                             |
| HON | Honduras                       |                                                                             |
| HUN | Ungern                         | UNG (1956 VS, 1960 SS)                                                      |
| INA | Indonesien                     | INS (1960)                                                                  |
| IND | Indien                         |                                                                             |
| IRI | Iran                           | IRN (1956–1988), IRA (1968 VS)                                              |
| IRL | Irland                         |                                                                             |
| IRQ | Irak                           | IRK (1960, 1968)                                                            |
| ISL | Island                         | ICE (1960 VS, 1964 SS)                                                      |
| ISR | Israel                         |                                                                             |
| ISV | Amerikanska Jungfruöarna       |                                                                             |
| ITA | Italien                        |                                                                             |
| IVB | Brittiska Jungfruöarna         |                                                                             |
| JAM | Jamaica                        |                                                                             |
| JOR | Jordanien                      |                                                                             |
| JPN | Japan                          | GIA (1956 VS, 1960 SS), JAP (1960 VS)                                       |
| KAZ | Kazakstan                      |                                                                             |
| KEN | Kenya                          |                                                                             |
| KGZ | Kirgizistan                    |                                                                             |
| KIR | Kiribati                       |                                                                             |
| KOR | Sydkorea                       | COR (1956 VS, 1960 SS, 1968 SS, 1972 SS)                                    |
| KOS | Kosovo                         |                                                                             |
| KSA | Saudiarabien                   | ARS (1968–1976), SAU (1980–1984)                                            |
| KUW | Kuwait                         |                                                                             |
| LAO | Laos                           |                                                                             |
| LAT | Lettland                       |                                                                             |
| LBA | Libyen                         | LYA (1964), LBY (1968 VS)                                                   |
| LBR | Liberia                        |                                                                             |
| LCA | Saint Lucia                    |                                                                             |
| LES | Lesotho                        |                                                                             |
| LIB | Libanon                        | LEB (1960 VS, 1964 SS)                                                      |
| LIE | Liechtenstein                  | LIC (1956 VS, 1964 SS, 1968 VS)                                             |
| LTU | Litauen                        | LIT (1992 VS)                                                               |
| LUX | Luxemburg                      |                                                                             |
| MAD | Madagaskar                     | MAG (1964)                                                                  |
| MAR | Marocko                        | MRC (1964)                                                                  |
| MAS | Malaysia                       | MAL (1964–1988)                                                             |
| MAW | Malawi                         |                                                                             |
| MDA | Moldavien                      | MLD (1994)                                                                  |
| MDV | Maldiverna                     |                                                                             |
| MEX | Mexiko                         |                                                                             |
| MGL | Mongoliet                      | MON (1968 VS)                                                               |
| MHL | Marshallöarna                  |                                                                             |
| MKD | Makedonien                     |                                                                             |
| MLI | Mali                           |                                                                             |
| MLT | Malta                          | MAT (1960–1964)                                                             |
| MNE | Montenegro                     |                                                                             |
| MON | Monaco                         |                                                                             |
| MOZ | Moçambique                     |                                                                             |
| MRI | Mauritius                      |                                                                             |
| MTN | Mauretanien                    |                                                                             |
| MYA | Myanmar                        | BIR (1960, 1968–1988), BUR (1964)                                           |
| NAM | Namibia                        |                                                                             |
| NCA | Nicaragua                      | NCG (1964), NIC (1968)                                                      |
| NED | Nederländerna                  | OLA (1956 VS), NET (1960 VS), PBA (1960 SS), NLD (1964 SS), HOL (1968–1988) |
| NEP | Nepal                          |                                                                             |
| NGR | Nigeria                        | NGA (1964)                                                                  |
| NIG | Niger                          | NGR (1964)                                                                  |
| NOR | Norge                          |                                                                             |
| NRU | Nauru                          |                                                                             |
| NZL | Nya Zeeland                    | NZE (1960, 1968 VS)                                                         |
| OMA | Oman                           |                                                                             |
| PAK | Pakistan                       |                                                                             |
| PAN | Panama                         |                                                                             |
| PAR | Paraguay                       |                                                                             |
| PER | Peru                           |                                                                             |
| PHI | Filippinerna                   | FIL (1960, 1968)                                                            |
| PLE | Palestina                      |                                                                             |
| PLW | Palau                          |                                                                             |
| PNG | Papua Nya Guinea               | NGY (1976–1980), NGU (1984–1988)                                            |
| POL | Polen                          |                                                                             |
| POR | Portugal                       |                                                                             |
| PRK | Nordkorea                      | NKO (1964 SS, 1968 VS), CDN (1968)                                          |
| PUR | Puerto Rico                    | PRI (1960), PRO (1968)                                                      |
| QAT | Qatar                          |                                                                             |
| ROU | Rumänien                       | ROM (1956–1960, 1972–2006), RUM (1964–1968)                                 |
| RSA | Sydafrika                      | SAF (1960–1972)                                                             |
| RUS | Ryssland                       |                                                                             |
| RWA | Rwanda                         |                                                                             |
| SAM | Samoa                          |                                                                             |
| SEN | Senegal                        | SGL (1964)                                                                  |
| SEY | Seychellerna                   |                                                                             |
| SIN | Singapore                      |                                                                             |
| SKN | Saint Kitts och Nevis          |                                                                             |
| SLE | Sierra Leone                   | SLA (1968)                                                                  |
| SLO | Slovenien                      |                                                                             |
| SMR | San Marino                     | SMA (1960–1964)                                                             |
| SOL | Salomonöarna                   |                                                                             |
| SOM | Somalia                        |                                                                             |
| SRB | Serbien                        |                                                                             |
| SRI | Sri Lanka                      | CEY (1960-1964, 1972), CEI (1968 SS)                                        |
| STP | São Tomé och Príncipe          |                                                                             |
| SUD | Sudan                          |                                                                             |
| SUI | Schweiz                        | SVI (1956 VS, 1960 SS), SWI (1960 VS, 1964 SS)                              |
| SUR | Surinam                        |                                                                             |
| SVK | Slovakien                      |                                                                             |
| SWE | Sverige                        | SVE (1956 VS, 1960 SS), SUE (1968 SS)                                       |
| SWZ | Swaziland                      |                                                                             |
| SYR | Syrien                         | RAU (1960), SIR (1968)                                                      |
| TAN | Tanzania                       |                                                                             |
| TGA | Tonga                          | TON (1984)                                                                  |
| THA | Thailand                       |                                                                             |
| TJK | Tadzjikistan                   |                                                                             |
| TKM | Turkmenistan                   |                                                                             |
| TLS | Östtimor                       | IOA (2000)                                                                  |
| TOG | Togo                           |                                                                             |
| TPE | Kinesiska Taipei               | RCF (1960), TWN (1964–1968), ROC (1972–1976)                                |
| TTO | Trinidad och Tobago            | TRT (1964–1968) TRI (1972-2010)                                             |
| TUN | Tunisien                       |                                                                             |
| TUR | Turkiet                        |                                                                             |
| TUV | Tuvalu                         |                                                                             |
| UAE | Förenade Arabemiraten          |                                                                             |
| UGA | Uganda                         |                                                                             |
| UKR | Ukraina                        |                                                                             |
| URU | Uruguay                        | URG (1968)                                                                  |
| USA | USA                            | SUA (1960 SS), EUA (1968 SS)                                                |
| UZB | Uzbekistan                     |                                                                             |
| VAN | Vanuatu                        |                                                                             |
| VEN | Venezuela                      |                                                                             |
| VIE | Vietnam                        | VET (1964), VNM (1968–1976)                                                 |
| VIN | Saint Vincent och Grenadinerna |                                                                             |
| YEM | Jemen                          |                                                                             |
| ZAM | Zambia                         | NRH (1964)                                                                  |
| ZIM | Zimbabwe                       | RHO (1960–1972)                                                             |

### Historiska koder och speciella koder
| Kod | Nation eller lag                      | År              | Kommentarer |
| --- | ------------------------------------- | --------------- | --- |
| ANZ | Australasien                          | 1908–1912       | kombinerat lag bestående av Australien och Nya Zeeland |
| BIR | Burma                                 | 1948–1992       | nu MYA Myanmar/Burma |
| BOH | Böhmen                                | 1900–1912       | nu CZE Tjeckien |
| BOR | Nordborneo                            | 1956            | |
| BWI | Västindiska federationen              | 1960            | |
| CEY | Ceylon                                | 1948–1972       | nu SRI Sri Lanka |
| CRT | Staten Kreta                          | 1906            | nu en del av Grekland. |
| DAH | Dahomey                               | 1972            | nu BEN Benin. |
| EUA | Tysklands förenade lag                | 1956–1964       | lag från Tyskland som tävlade under en speciell flagga. |
| EUN | OSS                                   | 1992            | stater från före detta Sovjetunionen marscherade in under den Olympiska flaggan. Eftersom de nybildade ländernas olympiska kommittéer inte hunnit bli medlemmar av IOK i tid, tävlade man på detta sätt.                                                                                       |
| FRG | Västtyskland                          | 1952, 1968–1988 | nu GER Tyskland |
| GDR | Östtyskland                           | 1968–1988       | nu GER Tyskland |
| HBR | Brittiska Honduras                    | 1968–1972       | nu BIZ Belize |
| IHO | Nederländska Ostindien                | 1952            | nu INA Indonesien |
| IOA | Individuella olympiska idrottsutövare | 2000, 2012      | användes av tävlande från Östtimor som tävlade under olympisk flagg sommarspelen 2000 och från Nederländska Antillerna och Sydsudan sommarspelen 2012. |
| IOP | Oberoende olympiska deltagare         | 1992            | användes av tävlande från Förbundsrepubliken Jugoslavien och Makedonien under sommarspelen 1992. |
| KHM | Khmerrepubliken                       | 1972–1976       | nu CAM Kambodja |
| MAL | Malajiska federationen                | 1956–1960       | tävlade under eget namn fram till Malaysias bildande 1963. Nuvarande MAS Malaysia |
| NBO | Nordborneo                            | 1956            | tävlade under eget namn fram till Malaysias bildande 1963. Nuvarande MAS Malaysia |
| OAR | Olympiska idrottare från Ryssland     | 2018            | Tävlande från Ryssland i olika sporter, som inte tilläts att representera sitt land då Rysslands olympiska kommitté blev avstängt av IOK. Beslutet grundade sig i McLaren-rapporten som indikerade statsstödd och systematiserad dopning av ryska idrottare under olympiska vinterspelen 2014. |
| RAU | Förenade arabrepubliken               | 1960–1968       | nu EGY Egypten och SYR Syrien |
| RHN | Nordrhodesia                          | 1964            | nu ZAM Zambia |
| RHO | Rhodesia                              | 1928–1960       | |
| RHS | Sydrhodesia                           | 1964            | nu ZIM Zimbabwe |
| ROA | Flyktingidrottare                     | 2016–           | används för ett lag av flyktingar |
| ROC | ROC                                   | 2020, 2022      | Tävlande från Rysslands olympiska kommitté tävlar under namnet ROC under olympiska sommarspelen 2020 och olympiska vinterspelen 2022, då ordet "Ryssland" bannats av IOK på grund av dopningsbrott.                                                                                            |
| SAA | Saarland                              | 1952            | |
| SCG | Serbien och Montenegro                | 2004–2006       | nu SRB Serbien och MNE Montenegro. |
| TCH | Tjeckoslovakien                       | 1920–1992       | |
| URS | Sovjetunionen                         | 1956–1988       | |
| VOL | Övre Volta                            | 1972–1984       | nu BUR Burkina Faso |
| YAR | Arabrepubliken Jemen                  | 1984–1988       | |
| YDR | Sydjemen                              | 1988            | |
| YUG | Jugoslavien                           | 1924–2000       | |
| ZAI | Zaire                                 | 1968–1996       | nu COD Kongo-Kinshasa. |
| ZZX | Kombinationslag                       | 1896–1904       | givet i efterhand till lag med deltagare av olika nationaliteter. Sådana lag har inte varit möjliga sedan de nationella olympiska kommittéernas införande. |